# Gomårr
Gomårr var ett barnprogram i TV4 som sändes under 1990-talet. Programmet var en spinoff av Lattjo Lajban. I programmet fick man se sin förälder, mor- och farförälder eller äldre syskon spela Rummel och Rabalder.